# Düsseldorfer Platt
Düsseldorfer Platt (Düsseldorwer Platt) oder Düsseldorferisch zählt ursprünglich zu den niederfränkischen Dialekten (auch Niederrheinisch genannt), die in der Stadt Düsseldorf und ihren Stadtteilen in unterschiedlichen Varianten gesprochen werden. Es zählt dabei sprachhistorisch zum Südniederfränkischen, das sich mit der Benrather Linie (maken-machen-Unterscheidung) zum Mittelfränkischen (Ripuarischen im Raume Köln-Bonn-Aachen) abgrenzt. In neuerer Zeit wird Platt immer mehr durch einen Rheinisch genannten Regiolekt verdrängt, der auch Spracheigentümlichkeiten des Kölner Dialektes aufgenommen hat.

## Die Bezeichnung „Platt“
Die Bezeichnung „Platt“ hat nichts damit zu tun, dass es auf dem „platten Lande“ gesprochen wird; vielmehr bedeutet „plat“ im Niederländischen außer „flach“ auch „direkt, geradeheraus“. Es gibt einen rheinischen Spruch: „esch säg et dech platt för de Kopp“ – ich sage es dir unverblümt ins Gesicht. Platt war die Umgangssprache des Volkes.

## Benrather Linie (maken-machen)

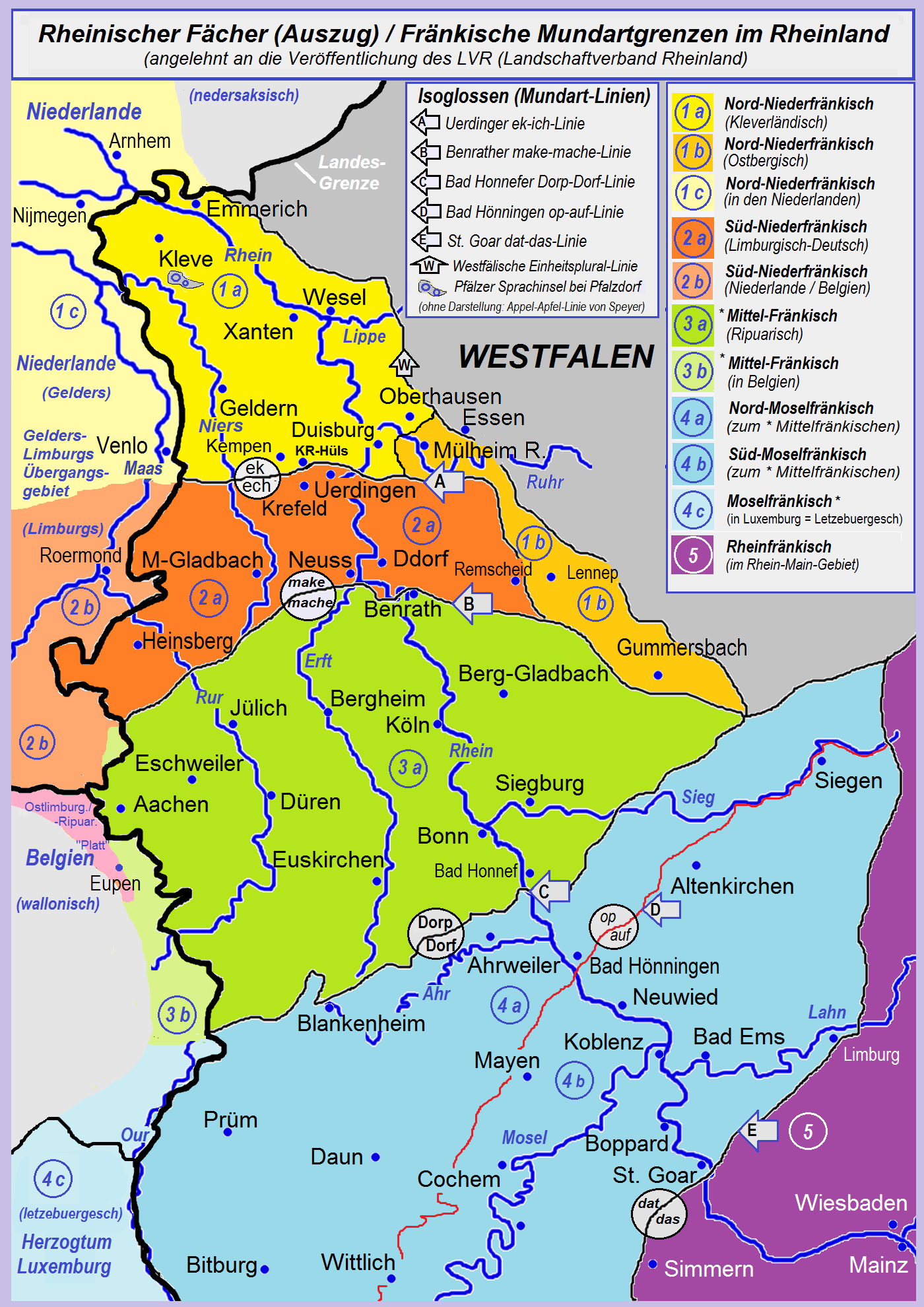
Rheinischer Fächer – Fränkische Mundarten und Isoglossen im Rheinland – Sprachlinien im Raume Düsseldorf und Krefeld

Mit der Benrather Linie (auch maken-machen-Linie) grenzt sich das im Großraum Düsseldorf/Mönchengladbach/Krefeld gesprochene Südniederfränkische (limburgisch) vom südlich gesprochenen Ripuarischen ab. Kennzeichnend ist dabei u. a., dass man
- in Düsseldorf das Wörtchen „lassen“ als „loate“ und „machen“ als „maake“ ausspricht

lot os mar en Päuske maake; lot os noch en Altbier drenke
- im Raume Köln aber „losse“ und „maache“ spricht

loss ons noch en Päus-che maache, losse mer dr Dom in Kölle
Die maken-machen-Linie ist aber „durchlässig“. In den südlichen Düsseldorfer Ortsteilen, insbesondere im Raume Benrath, überwiegen bereits ripuarische Einflüsse; auch sind aus dem Kölschen Idiome in das traditionelle Düsseldorfer Platt eingewandert, so dass immer häufiger ein gemischter Dialekt dabei herauskommt.
Zu erwähnen ist auch das in Gerresheim früher gesprochene Hötter Platt – eine spezielle Mundart zugewanderter Glashüttenarbeiter, die „op de Glashött“ Arbeit gefunden hatten.
Der Vergleich des Düsseldorfer Platts mit den Mundarten in Krefeld, in Duisburg und mit dem Kölschen zeigt seinen Charakter als Übergangsmundart zwischen dem Nordniederfränkischem und dem Ripuarischen:
- Duisburg (nordniederfränkisch): De Füht duhn mi arech weh, ek chläuw [çlɶʏ̯v], ek häbb se dorgelaupe [doɘçɘlɒɔpə].
- Krefeld (südniederfränkisch): De Föit dont mech erch wih, ech [eɧ] glöf [ɡløˑf], ech häbb se dorgelope [dɔrjɘloˑpə].
- Düsseldorf: De Föß dont mech ärg wih, ech glöw ([løˑv]), ech ([eɧ]) hann se durchgelofe ([dʊrɧɘloˑfə]).
- Kölsch: De Föß dunn mer ärg wieh, ich [ɪɕ] jläuv [jlɶʏ̯v], ich hann se durchjelaufe [ˈdʊʁəɕɘˌloʊ̯fə].

## Rezeption
Seine Beobachtungen über die Ähnlichkeit des Düsseldorfer Platts mit den Sprachen im niederländischen Raum kleidete der Dichter Heinrich Heine in folgende Worte: „In der Sprache der Düsseldorfer merkt man schon das Froschgequäke der holländischen Sümpfe.“

## Sprache im Mittelalter – Rheinmaasländisch

Lage des Rhein-Maasländischen

Über die im Mittelalter in Düsseldorf verwendete Sprache (der gehobenen Stände) gibt es eine Reihe von schriftlichen Dokumenten, die man dem Rhein-Maasländischen zuordnet. Diese ab dem 13. Jahrhundert am Niederrhein beiderseits der heutigen Landesgrenzen benutzte Schreib- und Kanzleisprache (ohne einheitliche Orthographie) löste allmählich Latein als Schriftsprache ab.
Im Düsseldorfer Stadtmuseum sind verschiedene Texte aus dieser Periode erhalten, u. a.:
- eine Druckschrift des in Düsseldorf residierenden Herzoges Johann III. zur Kirchenordnung

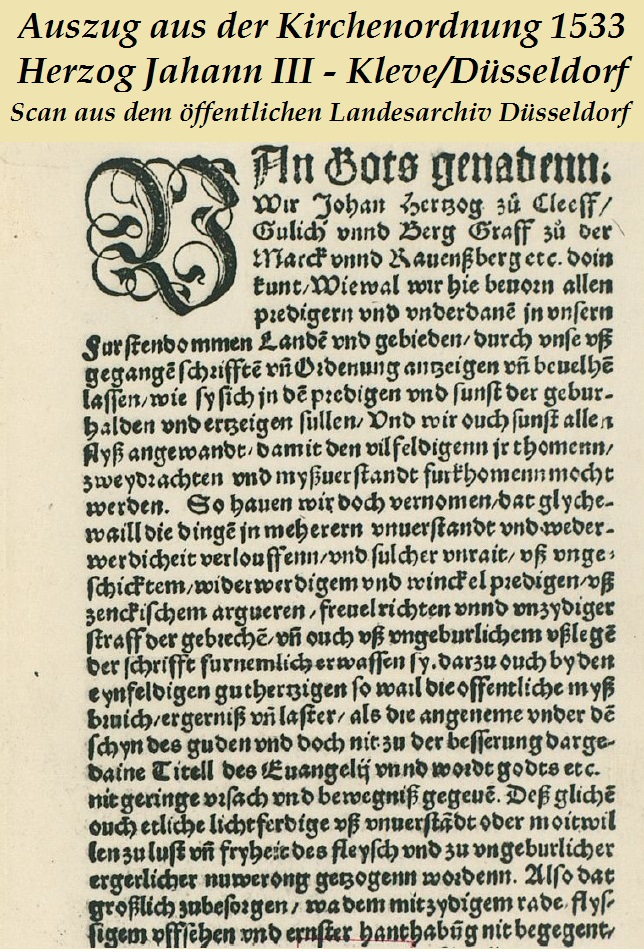
Druckschrift anno 1533 Herzog Johann III von Kleve

- ein Erlass des Herzoges Wilhelm V. Obwohl die gemeine Bevölkerung sicher ein von der Kanzleisprache abweichendes Idiom sprach, lässt der folgende Text eine gewisse Nähe der damals verwendeten Sprache zur Mundart erkennen:

An dyn gheswaren des verbunts der hertoghen van Brabant, van Guilighe ind der stat van Aken onsen gůeden vrynden. Wi Greve van Cleve begheren u teweten, gůede vrynde, op uwen brief in den ghii ons scryvet van den verbonde, dat uwe heren die … hertoghen van … Brabant end van Guiligh, dye stat van Aicken end die ridderscaff ghemaickt hebben omme noytsaken (nötige Angelegenheiten) wille van alrehande unbescheit, die in den landen gheschien, end mede van heren Walraven onsen neve, heren van Borne, dat her Walraven, onse neve, in langhen tiiden by ons niet gheweest en is, doch soe wovere he by ons queme, woude wi gerne oen berichten end onderwiisen nae onsen vermoeghen, dat he bescheit neme end gheve van onsen lieven heren den hertoghe van Brabant… (etc.)

## Zukunft des Düsseldorfer Platt
Die Sprachwissenschaftler und Autoren Georg Cornelissen, Peter Honnen und Fritz Langensiepen haben bereits 1989 in ihren Veröffentlichungen darauf hingewiesen, dass Mundarten auf „dem Rückzug“ sind.
Der Rückgang der Düsseldorfer Mundart hat verschiedene Gründe. Platt war bis zum Zweiten Weltkrieg noch die Umgangssprache einer breiten Bevölkerungsschicht. Die Kinder (de „Blaagen“) lernten Platt beim Spielen auf der Straße, beim „Radschlagen“ oder von den Großeltern – und im Karneval. Seither hat sich – durch Zugezogene, kulturell andere Schwerpunkte und gewandeltes Sprechverhalten der Eingesessenen – die Situation verändert: nur noch ältere Düsseldorfer pflegen Platt, die jüngere Generation versteht es kaum noch. Selbst im Düsseldorfer Karneval treten immer weniger Plattsprecher auf. (Anders als in Köln, wo Kölsch, wenn auch in abgemilderter Form, weiterhin im Alltag präsent ist.) Über die weit verbreiteten und beliebten Kölner Mundart-Lieder haben Merkmale des Kölner Idioms auch Einzug in die nördlicheren Umgangssprachen gefunden.

## Regiolekt
Sprachhistoriker nennen die „neuen“ Umgangssprachen Regiolekt, im Rheinland auch Rheinisches Deutsch. Vom Hochdeutschen unterscheidet sich dieses „Alltagsdeutsch“ durch ein eigenes Substrat aus der überkommenen Mundart sowie durch einen charakteristischen Akzent. Vom „Platt“ unterscheidet es sich ebenfalls, da die meisten Eigenheiten der Mundart bezüglich Vokabular und Grammatik abgeschliffen sind. Es werden aber Ähnlichkeiten im Vokabelgebrauch, in der Satzstellung und in der Aussprache beibehalten.
- Hasse dat Spiel von Fortuna jesehn, nä wat woar dat wier en Jedöns, dä Ball wollde einfach nit int Tor
- Sommer heut abend nit ens zusammen inne Altstadt jonn? Sarenmermal so um fünf Uhr?

In ungezwungener Umgebung, zum Beispiel am Biertisch in der Altstadt, wird gelegentlich ein Gemisch aus Hochdeutsch und Mundart gesprochen. Am Tonfall erkennt man, aus welcher Gegend der Sprecher stammen könnte. So gesehen hat Düsseldorfer Platt seine Spuren im Düsseldorfer Alltagsdeutsch hinterlassen.

## Retematäng?
Alteingesessenen Düsseldorfern ist die heutzutage nur kurz „Ratinger“ genannte Ratinger Straße als „De Retematäng“ bekannt. Das Düsseldorfer Altstadtoriginal und erster Nachkriegs-Hoppeditz Jupp Schäfers erklärte die Entstehung des Begriffs: Napoleon Bonaparte habe sich bei seinem frühmorgendlichen Einzug nach Düsseldorf über 20 offene Gaststätten auf der Ratinger Straße gewundert und verblüfft ausgerufen: „Rue du Matin“ (Straße des Morgens). Daraus machten die Düsseldorfer „Retematäng“.

## Erhaltung der Mundart
Auf Düsseldorfer Platt existiert eine Mundartliteratur, die über reine Karnevalslieder hinausgeht. Beispiele:
- Eigene Werke und Übersetzungen von Monika Voss.[12] Darunter als Übersetzungen:
  - Asterix: Mundart Book 40. Asterix op Düsseldorwer Platt. Dat Köschemetz us Jold. 2001
  - Dä kleene Prenz. Op Düsseldorfer Platt. 2015
- Hans Ludwig Möhker († 2018): Ons Stadtjeschecht op Platt verzällt. 2019